# Swetlikův dům
Swetlikův dům je schodišťový, nárožní měšťanský dům v Bratislavě v Starém Městě na Štefánikově 5 a 7 při ulici Tolstého 1 a 3 v památkové zóně, má číslo popisné 879. Je to národní kulturní památka č. NKP 465/0, která byla vyhlášena v roce 1980.
Byl to novorenesanční bytový dům, který byl postaven v letech 1878-1879. Před rokem 1908 byl upravován a také v letech 1997-1998. Půdorys je trojkřídlý, dispozice je dvojtraktová, má 3 podlaží, podkroví a sklep. Autory domu byli Ferdinand Kittler a L. Gartzl, autory přestavby před rokem 1908 byl Pittel a Brausewetter.